# Brucepattersonius
 Brucepattersonius es un género de roedores de pequeño tamaño de la familia Cricetidae. Sus 8 especies se distribuyen en el centro-este de Sudamérica y son denominadas comúnmente hocicudos enanos.

## Taxonomía
Este género fue descrito originalmente en el año 1998  por el mastozoólogo estadounidense Philip Hershkovitz, al mismo tiempo que hizo lo propio con 4 especies colectadas en el sudeste de Brasil. Una de ellas, Brucepattersonius soricinus Hershkovitz, 1998 es la especie tipo. Al mismo tiempo incluyó una quinta especie: Brucepattersonius iheringi (Thomas, 1896). Dos años más tarde, Michael A. Mares y Janet K. Braun, describieron 3 especies adicionales de la provincia de Misiones, noreste de Argentina. En 2006, otros especialistas encontraron que dos de las especies de Hershkovitz eran idénticas. Muchos de los taxones asignados se conocen de muy pocos ejemplares y hasta solo del ejemplar tipo, por lo cual su taxonomía es problemática y discutida, siendo la cifra de sus especies válidas, variable según los distintos autores.
Etimología
El término es un epónimo que refiere a quien fue dedicado el género: Bruce Patterson, curador en el Departamento de Zoología (mamíferos), en el Museo Field de Historia Natural, de Chicago.
Especies
Se subdivide en alrededor de 8 especies: 
- Brucepattersonius albinasus Hershkovitz, 1998[5]
- Brucepattersonius griserufescens Hershkovitz, 1998
- Brucepattersonius guarani Mares & Braun, 2000
- Brucepattersonius igniventris Hershkovitz, 1998
- Brucepattersonius iheringi (Thomas, 1896)
- Brucepattersonius misionensis Mares & Braun, 2000
- Brucepattersonius paradisus Mares & Braun, 2000
- Brucepattersonius soricinus Hershkovitz, 1998

## Distribución geográfica
Sus especies se distribuyen desde Brasil hasta la Argentina.